# Інцидент у військовій академії
Інцидент у військовій академії (яп. 士官学校事件), також відомий як Листопадовий інцидент (яп. 十一月事件)  — спроба державного перевороту, що відбулася в Японській імперії в листопаді 1934 року. Це була одна з низки подібних змов з метою здійснення в Японській імперії так званої «реставрації Сьова», вона була очолювана радикальними елементами з імператорської армії Японської імперії.

## Фон
Невдалі спроби державного перевороту в Японській імперії які відбулися в 1931 році, відомі в японській історії як «Березневий інцидент» й «Жовтневий інцидент» які були здійсненні японським таємним товариством «Сакуракай», яке складалось з японського молодшого офіцерського корпусу імператорської армії Японської імперії. Вони прагнули створення в Японській імперії мілітаристської тоталітарної системи як альтернативи чинній на той час корумпованій партійній системі. Оскільки політика домінувала в демократичному японському уряді, це надихнуло на схожі плани (державного перевороту) інші таємні групи в імператорській армії Японської імперії.
У 1934 році група з п'яти курсантів військової академії імператорської  армії Японської імперії на чолі з двома армійськими офіцерами, які належали до японської радикальної мілітаристської фракції «Кодоха» (Імперський шлях), вони були стурбовані втратою впливу своєї воєнної фракції на імператорську армію Японської імперії, після звільнення міністра армії Японської імперії Садао Аракі. У січні 1934 році вищезгадана група підготувала власний план повалення японського демократичного уряду. Однак на початку листопада 1934 року Сато, який був одним з курсантів, повідомив японську урядову владу про план заколоту й участь у ньому воєнної фракції «Кодоха» (імперський шлях).
Заздалегідь попереджений японський капітан Масанобу Цудзі, який був командиром роти в Академії Сухопутних військ, 20 листопада 1934 року організував арешт керівників заколоту командою військової частини «Кемпейтай», завдяки цьому він поклав край  можливому державному перевороту в Японській імперії ще до того, як він міг розпочатись. За браком доказів обвинувачені не могли бути засуджені; але п’ятьох курсантів було виключено з академії в березні 1935 року, а двох офіцерів, Муранаку та Ізобе, у квітні 1935 року відсторонили від військової служби на шість місяців.
Коли пізніше відсторонені вищезгадані японські офіцери пан Муранака та пан Ізобе розповсюдили брошури під назвою «Заклик до відновлення військової дисципліни» (інакше відомий як «Погляди на прибирання в армії») у серпні 1935 року їх обох було звільнено з військової служби.

## Інцидент Айдзава
Фракція «Кодоха» (імперський шлях) вважала, що Сато весь час діяв як шпигун для капітана Масанобу Цудзі, і що вся ця справа була заздалегідь пасткою, розставленою їхніми суперниками, з іншої японської воєнної фракції «Тосейха», щоб дискредитувати члена їхньої воєнної фракції «Кодоха» генерала Джінзабуро Масакі, який був генеральним інспектором військової освіти, цей інцидент призвів до звільнення генерала Джінзабуро Масакі.
У відповідь на цю підозру член фракції «Кодоха» (імперський шлях) вчинив те що увійшло в історію Японії як «інцидент Айдзава» (яп. 相沢事件)", так підполковник імператорської армії Японської імперії Сабуро Айдзава 12 серпня 1935 року вбив наступника Джінзабуро Масакі, який був генерал-майором японської армії та належав до воєнної фракції «Тосейха» Тецузана Нагата, він зарізав його своїм мечем у його ж кабінеті. Тецузана Нагата посмертно отримав звання генерал-лейтенанта, а Сабуро Айдзава був страчений через розстріл після проведення військового суду над ним, цей суд був проведений 1-м відділом (1-ша дивізія (Японська імперія), що базувався в Токіо. Міністр армії Японської імперії Хаясі Сендзіро також був змушений піти у відставку через цей інцидент.  

## Наслідки
Інциденти які увійшли в японську історію як «інцидент у військовій академії» та «інцидент у Айзаві» свідчили про зростаючу політизацію та політичну поляризацію імператорської армії Японської імперії, а також про зростаючу тенденцію до вирішення політичних розбіжностей за допомогою сили. Відсутність належних дій військового керівництва Японської імперії для придушення цих тенденцій і безсилля японського цивільного уряду над військовими стали факторами, які призвели до подальшого інциденту який увійшов в історію як «інциденту 26 лютого».